# Municipio de Highland (Arkansas)
El municipio de Highland (en inglés: Highland Township) es un municipio ubicado en el condado de Sharp en el estado estadounidense de Arkansas. En el año 2010 tenía una población de 1097 habitantes y una densidad poblacional de 21,93 personas por km².

## Geografía
El municipio de Highland se encuentra ubicado en las coordenadas 36°15′27″N 91°30′8″O / 36.25750, -91.50222. Según la Oficina del Censo de los Estados Unidos, el municipio tiene una superficie total de 50.01 km², de la cual 49,86 km² corresponden a tierra firme y (0,31 %) 0,15 km² es agua.

## Demografía
Según el censo de 2010, había 1097 personas residiendo en el municipio de Highland. La densidad de población era de 21,93 hab./km². De los 1097 habitantes, el municipio de Highland estaba compuesto por el 96,81 % blancos, el 0,09 % eran afroamericanos, el 0,91 % eran amerindios, el 0,18 % eran asiáticos, el 0,73 % eran de otras razas y el 1,28 % eran de una mezcla de razas. Del total de la población el 3,65 % eran hispanos o latinos de cualquier raza.